# Unfehlbarkeit
Unfehlbarkeit bedeutet Irrtumslosigkeit, Fehlerlosigkeit, Perfektion im Handeln. Im Glauben einzelner Religionen, Konfessionen und Ideologien spielen Vorstellungen von Unfehlbarkeit eine Rolle.
In einem spezielleren Sinn beschreibt Unfehlbarkeit (Infallibilität, lateinisch infallibilitas) eine Eigenschaft, die – nach römisch-katholischer Lehre (1. Vatikanisches Konzil 1870) – dem römischen Bischof (Papst) zukommt, wenn er in seinem Amt als „Lehrer aller Christen“ (= ex cathedra) eine Glaubens- oder Sittenfrage als endgültig entschieden verkündet.

## Römisch-katholische Kirche
Nach römisch-katholischer Lehre ist der Papst der Stellvertreter Christi auf Erden und Nachfolger Petri. Die Unfehlbarkeit des Papstes bezieht sich nur auf dessen Definitionen in Glaubens- und Sittenfragen. Sie wurde unter Papst Pius IX. vom Ersten Vatikanischen Konzil 1870 verkündet.
Definition:

„Wenn der Römische Papst in höchster Lehrgewalt (ex cathedra) spricht, das heißt, wenn er seines Amtes als Hirte und Lehrer aller Christen waltend in höchster apostolischer Amtsgewalt endgültig entscheidet, eine Lehre über Glauben oder Sitten sei von der ganzen Kirche festzuhalten, so besitzt er auf Grund des göttlichen Beistandes, der ihm im heiligen Petrus verheißen ist, jene Unfehlbarkeit, mit der der göttliche Erlöser seine Kirche bei endgültigen Entscheidungen in Glaubens- und Sittenlehren ausgerüstet haben wollte. Diese endgültigen Entscheidungen des Römischen Papstes sind daher aus sich und nicht aufgrund der Zustimmung der Kirche unabänderlich.“

Subjekt der Unfehlbarkeit („Untrüglichkeit“) der Kirche sind:
1. die Gesamtheit der Gläubigen (LG 12);
2. „der Gesamtepiskopat, insofern die Bischöfe den Inhalt der im Glaubenssinn der Gläubigen bezeugten Offenbarung konkret aussprechen, oder das allgemeine ökumenische Konzil, in dem die Bischöfe die Universalkirche repräsentieren (LG 25)“[3];
3. der römische Bischof (Papst) – unter den obigen Voraussetzungen und im oben dargestellten Rahmen.

„Die kirchliche Unfehlbarkeit ist nicht der monströse Anspruch, einen fehlerfreien Zugriff auf natürliche und übernatürliche Wahrheiten zu haben außerhalb der endlichen, begrenzten und immer fehlbaren Bedingungen der menschlichen Vernunft.“
Zu beachten ist, dass das sogenannte „kirchliche Lehramt“ sich nicht auf „unfehlbare Lehrentscheidungen“ beschränkt. Entsprechend können der kirchlichen Lehrautorität Fehler unterlaufen und sind ihr unterlaufen.

## Orthodoxe Kirche
Die Orthodoxe Kirche kennt nur die Unfehlbarkeit der Kirche. Dieser Glaube besagt, der Heilige Geist werde nicht zulassen, dass die gesamte Kirche sich in Irrlehren verliert, sondern werde einen Weg schaffen, dies zu verhindern. Jedoch ist keine einzelne Person oder Institution automatisch unfehlbar – ein Ökumenisches Konzil gilt zwar als unfehlbar, aber nicht jedes Konzil, das sich selbst als Ökumenisches Konzil bezeichnet, muss deswegen auch eines sein. Diesen Status erhält ein Konzil erst durch die nachträgliche Rezeption durch die Kirche. Dies ist nicht nur ein theoretisches Konstrukt, es existieren auch konkrete Beispiele; am bekanntesten ist die sogenannte Räubersynode von Ephesus im Jahre 449, die ökumenischen Status beanspruchte, aber hiermit keine Anerkennung fand.

## Altkatholische Kirche
Die altkatholische Kirche entstand aus einer innerkatholischen Widerstandsbewegung, die das Dogma von der Unfehlbarkeit des Papstes nicht akzeptierte. Sie kennt daher keine unfehlbare Instanz in der Kirche, steht aber dem oben genannten Glauben der orthodoxen Kirche über die Unfehlbarkeit der Kirche nahe.

## Evangelische Kirchen
Die evangelischen Kirchen lehnen die Lehre von der wie auch immer gearteten Unfehlbarkeit vergangener oder heute lebender Personen oder Amtsinhaber – außer Jesus Christus selber – ab. Auch die Reformatoren gelten nicht als unfehlbar, aber als in ihrer Zeit berechtigt, das Evangelium gegen eine Art von Verdunkelungsgefahr zu schützen.
Manche evangelische Kirchen, insbesondere in der pietistischen und evangelikalen Tradition wie auch in der Pfingstbewegung, betrachten jedoch die Bibel als unfehlbar, wobei diese Unfehlbarkeit unterschiedlich definiert bzw. verstanden wird. Der Begriff Irrtumslosigkeit wird von den einen befürwortet, andere wittern ein der Bibel aufgezwungenes, rationalistisches Postulat dahinter. Verbreitet ist die Vorstellung, dass so wie Jesus Christus zwar in einem menschlichen Körper gelebt hat, aber trotzdem unfehlbar war (Inkarnation), so wird auch die Bibel verstanden als von schwachen Menschen geschrieben, aber aufgrund der göttlichen Inspiration trotzdem als absolut vertrauenswürdig geltendes Wort Gottes (Inverbation). Dies gründet auf dem Glauben, dass Jesus Christus selber das Wort ist. (Joh 1,1–5 )

## Islam
Bei den Zwölfer-Schiiten gibt es die „Vierzehn Unfehlbaren“. Zu ihnen zählen der Prophet Mohammed, die zwölf Imame und Mohammeds Tochter Fatima. Die Sunniten glauben dagegen nicht an menschliche Unfehlbarkeit, auch wenn sie annehmen, dass Mohammed nur sehr wenig Falsches geäußert hat und vor allem nichts davon unkorrigiert blieb. Der Koran gilt den Muslimen als Werk Allahs, nicht Mohammeds, und wird daher von der großen Mehrheit als unfehlbar angesehen; das menschliche Verständnis des Korans dagegen gilt wiederum als fehlbar und stets korrekturbedürftig.

## Medien

### Dokumentation:Die Kirche bin ich
In dem  44- minütige Dokudrama Die Kirche bin ich, 2020 von Klaus T. Steindl,  hat den Zusatztitel „wie der Papst unfehlbar wurde“. Mit Hilfe des Theologen und Kirchenhistorikers Hubert Wolf wird hier erörtert, welche Auswirkungen das Unfehlbarkeitsdogma, welches vom  Ersten Vatikanischen Konzil (1869–70) beschlossen wurde, auf die Glaubensgemeinschaft hat.

### Film:Dogma
Die 1999 erschienene Filmkomödie Dogma, von Kevin Smith, basiert auf der Idee, dass ein Verstoß gegen die Unfehlbarkeit Gottes zugleich den Zusammenbruch des Universums bedeuten würde. Zwei Engel, gespielt von Matt Damon und Ben Affleck, die von Gott auf die Erde verbannt wurden, bekommen einen Brief zugespielt, in dem ihnen ein Ausweg gewiesen wird. Wenn sie durch das Portal einer gewissen Kirche gehen, werden ihnen alle Sünden vergeben und sie können zurück in den Himmel. Da das aber gegen Gottes ursprüngliches Gebot verstieß, ist die Weltordnung in Gefahr.